# Susan Hampshire
Susan Hampshire (ur. 12 maja 1937 w Londynie, Wielka Brytania) – brytyjska aktorka. Jej mężem w latach 1967–1974 był francuski reżyser Pierre Granier-Deferre, z którym miała dwójkę dzieci. W 1981 roku ponownie wyszła za mąż, tym razem za sir Eddie Kulukundisa.

## Filmografia
- 2003: The 100 Greatest Musicals jako ona sama
- 2003: Musujący cyjanek jako Lucilla Drake
- 2000–2005: Pan na dolinie jako Molly MacDonald
- 1999: Nancherrow jako Panna Catto
- 1998: Coming Home jako Panna Catto
- 1997–1998: The Grand jako Esme Harkness
- 1979–1982: Dick Turpin jako lady Melford
- 1977: Bang! jako Cilla Brown
- 1974: Saga rodu Palliserów jako lady Glencora Palliser
- 1969: David Copperfield jako Agnieszka Wickfield
- 1967: Saga rodu Forsyte’ów jako Fleur Forsythe